# Ваньо Мусински
Ваньо Иванов Мусински е български флотски офицер, флотилен адмирал (бригаден генерал).

## Биография
Роден е на 10 октомври 1971 г. в град Видин. В периода 1990 – 1995 г. учи корабоводене за ВМС във ВВМУ „Н. Й. Вапцаров“. Службата си започва като командир на щурманска бойна част на фрегата в първи дивизион патрулни кораби – Варна. Остава на този пост до 1997 г. В периода 1997 – 2000 г. е командир на противоподводна и минна бойна част на фрегата в първи дивизион патрулни кораби – Варна. Между 2000 и 2002 г. е помощник-командир на корвета в същия дивизион. От 2002 до 2003 г. е дивизионен специалист по ракетно оръжие, корабна артилерия, противовъздушна отбрана, щурман-насочвач на изтребителната авиация, той и офицер по противоподводна отбрана в първи дивизион патрулни кораби – Варна. Между 2003 и 2005 г. е старши помощник-командир на фрегата в първи дивизион патрулни кораби – Варна. Между 2005 и 2007 г. учи във Военната академия в София специализация „Военноморски сили“. В периода 2007 – 2012 г. е командир на фрегата „Смели“. От 2012 до 2013 г. е назначен за началник-щаб на първи дивизион патрулни кораби. Между 2013 и 2015 г. е командир на дивизиона. Учи за 1 година във Военноморския команден колеж на САЩ, Нюпорт, Роуд Айлънд. След като се завръща през 2016 г., е назначен за заместник-началник на отдел „Подготовка и използване на силите“ в Командване на ВМС. Между 2018 и 2021 г. е заместник-командир на флотилия бойни и спомагателни кораби. В периода 2021 – 2023 г. е заместник-началник на Щаба на ВМС по операциите. От 2023 до 12 юли 2024 г. е началник-щаб на Военноморските сили. От 12 юли 2024 г. е назначен за заместник-командир на Военноморските сили и удостоен със звание флотилен адмирал.

## Образование
- ВВМУ „Н. Й. Вапцаров“, Варна, Корабоводене за ВМС (1990 – 1995)
- Военна академия „Г.C.Pаковски“ – специализация „Военноморски сили“ (2005 – 2007)
- Военна академия „Г.C.Pаковски“, стратегически курс (2013)
- Военноморски команден колеж на САЩ, Нюпорт, Роуд Айлънд (2015 – 2016)

## Военни звания
- Лейтенант (1995)
- Старши лейтенант (1997)
- Капитан-лейтенант (2000)
- Капитан III ранг (2003)
- Капитан II ранг (2007)
- Капитан I ранг (2013)
- Флотилен адмирал (12 юли 2024)